# Quyết toán
Quyết toán bước cuối cùng trong việc chuyển giao quyền sở hữu liên quan đến các giao dịch chứng khoán hoặc các khoản thanh toán. Sau khi quyết toán, nghĩa vụ của tất cả các bên liên quan coi như đã hoàn thành và giao dịch được xem là hoàn tất.